# Cadenazzo
Cadenazzo es una comuna suiza del cantón del Tesino, localizada en el distrito de Bellinzona, círculo de Giubiasco. Limita al norte con la comuna de Gudo, al noreste con Sant'Antonino, al sureste con Isone, al sur con Monteceneri, y al oeste con Gambarogno, Locarno y Cugnasco-Gerra.
Las localidades de Calmagnone, Meggiaga, Robasacco y San Leonardo forman parte del territorio comunal. Robassaco fue una comuna independiente hasta el 14 de marzo de 2005, fecha en la que se fusionó con Cadenazzo. 
La comuna es propietaria de la Comunanza Monteceneri-Cadenazzo, gracias a la cual limita con las comunas de Pianezzo, Camorino, Sant'Antonio y Ponte Capriasca.

## Transportes
Ferrocarril
En la comuna existe una estación ferroviaria en la que efectúan parada trenes tanto de larga distancia como de TiLo que permiten conexiones tanto a las principales ciudades suizas como a las comunas cercanas.

## Referencias

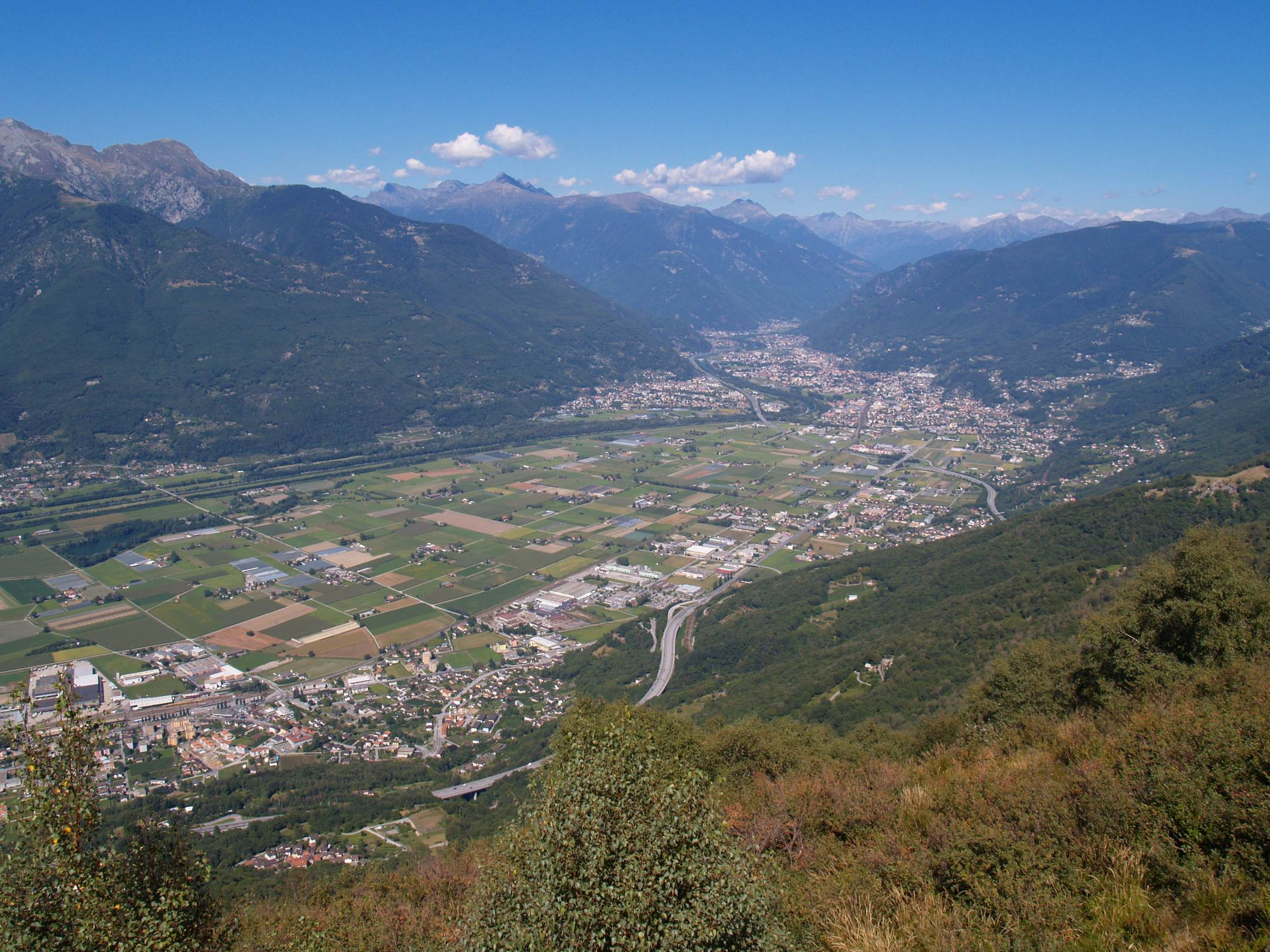
Cadenazzo.